# World Series 1976
Le World Series 1976 sono state la 73ª edizione della serie di finale della Major League Baseball al meglio delle sette partite tra i campioni della National League (NL) 1976, i Cincinnati Reds, e quelli della American League (AL), i New York Yankees. A vincere il loro quarto titolo furono i Reds per quattro gare a zero.
La "Big Red Machine" dei Reds al 2017 rimane l'ultima squadra della National League ad avere vinto due World Series consecutive. Fu anche la seconda volta che gli Yankees persero una serie di finale per 4-0, la prima fu nel 1963 da parte dei Los Angeles Dodgers.
I Reds vinsero la National League West division con 10 gare di vantaggio sui Dodgers e poi batterono i Philadelphia Phillies, 3-0, nelle National League Championship Series. I New York Yankees vinsero la American League East division con 10 1⁄2 gare di vantaggio sui Baltimore Orioles dopo di che superarono i Kansas City Royals, 3-2, nelle American League Championship Series.
Queste World Series furono le prime in cui fu applicata la regola del battitore designato, che era stata introdotta nell'American League tre anni prima. Dal suo uso trassero beneficio i Reds, che sfruttarono Dan Driessen che batté con una media battuta di .357 con un fuoricampo. Elliott Maddox, Carlos May e Lou Piniella invece si divisero il ruolo per i New York Yankees.

## Sommario
Cincinnati ha vinto la serie, 4-0.
| Gara | Data       | Risultato                                 | Stadio             | Tempo | Pubblico |
| ---- | ---------- | ----------------------------------------- | ------------------ | ----- | -------- |
| 1    | 16 ottobre | New York Yankees – 1, Cincinnati Reds – 5 | Riverfront Stadium | 2:10  | 54.826   |
| 2    | 17 ottobre | New York Yankees – 3, Cincinnati Reds – 4 | Riverfront Stadium | 2:33  | 54.816   |
| 3    | 19 ottobre | Cincinnati Reds – 6, New York Yankees – 2 | Yankee Stadium     | 2:40  | 56.667   |
| 4    | 21 ottobre | Cincinnati Reds – 7, New York Yankees – 2 | Yankee Stadium     | 2:36  | 56.700   |

## Hall of Famer coinvolti
- Reds: Sparky Anderson (man.), Johnny Bench, Joe Morgan, Tony Pérez
- Yankees: Catfish Hunter